# Maruyama Karina
Maruyama Karina (丸山 桂里奈, sinh ngày 26 tháng 3 năm 1983) là một cựu cầu thủ bóng đá nữ người Nhật Bản.

## Đội tuyển bóng đá nữ quốc gia Nhật Bản
Maruyama Karina thi đấu cho đội tuyển bóng đá nữ quốc gia Nhật Bản từ năm 2002 đến 2014.

## Thống kê sự nghiệp
| Nhật Bản  | Nhật Bản | Nhật Bản |
| Năm       | Trận     | Bàn      |
| --------- | -------- | -------- |
| 2002      | 5        | 0        |
| 2003      | 12       | 6        |
| 2004      | 11       | 3        |
| 2005      | 3        | 0        |
| 2006      | 9        | 1        |
| 2007      | 1        | 0        |
| 2008      | 17       | 3        |
| 2009      | 2        | 0        |
| 2010      | 0        | 0        |
| 2011      | 8        | 1        |
| 2012      | 5        | 0        |
| 2013      | 4        | 0        |
| 2014      | 2        | 0        |
| Tổng cộng | 79       | 14       |

## Bàn thắng quốc tế
| #   | Ngày                 | Địa điểm                                                 | Đối thủ           | Bàn thắng | Kết quả | Giải đấu                                                 |
| --- | -------------------- | -------------------------------------------------------- | ----------------- | --------- | ------- | -------------------------------------------------------- |
| 1.  | 19 tháng 3 năm 2003  | Băng Cốc, Thái Lan                                       | Thái Lan          | ?–?       | 0–9     | Giao hữu                                                 |
| 2.  | 11 tháng 6 năm 2003  | Sân vận động Rajamangala, Băng Cốc, Thái Lan             | Guam              | 3–0       | 7–0     | Giải vô địch bóng đá nữ châu Á 2003                      |
| 3.  | 11 tháng 6 năm 2003  | Sân vận động Rajamangala, Băng Cốc, Thái Lan             | Guam              | 5–0       | 7–0     | Giải vô địch bóng đá nữ châu Á 2003                      |
| 4.  | 13 tháng 6 năm 2003  | Sân vận động Rajamangala, Băng Cốc, Thái Lan             | Guam              | 7–0       | 7–0     | Giải vô địch bóng đá nữ châu Á 2003                      |
| 5.  | 15 tháng 6 năm 2003  | Sân vận động Rajamangala, Băng Cốc, Thái Lan             | Đài Bắc Trung Hoa | 3–0       | 5–0     | Giải vô địch bóng đá nữ châu Á 2003                      |
| 6.  | 12 tháng 7 năm 2003  | Sân vận động Quốc gia, Tokyo, Nhật Bản                   | México            | 2–0       | 2–0     | Vòng loại play-off Giải vô địch bóng đá nữ thế giới 2003 |
| 7.  | 18 tháng 4 năm 2004  | Sân vận động Công viên Olympic Komazawa, Tokyo, Nhật Bản | Việt Nam          | 5–0       | 7–0     | Vòng loại Thế vận hội Mùa hè 2004                        |
| 8.  | 22 tháng 4 năm 2004  | Sân vận động Quốc gia, Tokyo, Nhật Bản                   | Thái Lan          | 1–0       | 6–0     | Vòng loại Thế vận hội Mùa hè 2004                        |
| 9.  | 22 tháng 4 năm 2004  | Sân vận động Quốc gia, Tokyo, Nhật Bản                   | Thái Lan          | 3–0       | 6–0     | Vòng loại Thế vận hội Mùa hè 2004                        |
| 10. | 13 tháng 11 năm 2006 | Karlsruhe, Đức                                           | Đức               | 3–6       | 3–6     | Giao hữu                                                 |
| 11. | 31 tháng 5 năm 2008  | Sân vận động Thống Nhất, Thành phố Hồ Chí Minh, Việt Nam | Đài Bắc Trung Hoa | 0–6       | 0–11    | Cúp bóng đá nữ châu Á 2008                               |
| 12. | 31 tháng 5 năm 2008  | Sân vận động Thống Nhất, Thành phố Hồ Chí Minh, Việt Nam | Đài Bắc Trung Hoa | 0–10      | 0–11    | Cúp bóng đá nữ châu Á 2008                               |
| 13. | 24 tháng 7 năm 2008  | Sân vận động Home's Kobe, Kobe, Nhật Bản                 | Úc                | 3–0       | 3–0     | Giao hữu                                                 |
| 14. | 9 tháng 7 năm 2011   | Volkswagen Arena, Wolfsburg, Đức                         | Đức               | 0–1       | 0–1     | Giải vô địch bóng đá nữ thế giới 2011                    |